# RPM Package Manager
Az RPM Package Manager csomagkezelő, a Red Hat Linux alapú rendszerek használják. A Red Hat Package Manager (Red Hat csomagkezelő) rövidítése.

## Disztribúciók
RPM csomagkezelőt használó Linux-disztribúciók:
- Fedora
- CentOS
- Red Hat Linux
- Mandriva Linux
- SuSE Linux

## A csomagnév felépítése
A csomagnév a következőképpen épül fel: csomagnév.verzió.architektúra[.terjesztés].rpm
Az architektúra lehet:
- athlon
- i386
- i586
- i686
- x86_64
- noarch (bármely architektúra)

## RPM csomagok lelőhelyei
- www.rpmfind.net
- www.rpmseek.com
- freshrpms.net

## Az RPM használata

### Alapvető feladatok
A leggyakrabban előforduló csomagkezelési feladatok megoldása:

#### Telepítés
```
rpm -ivh csomagnév.rpm [további csomagnevek]
```

Kölcsönös függés feloldása: ha A csomag függ B-től és B függ A-tól, akkor
```
rpm -ivh A.rpm B.rpm
```

### Frissítés vagy telepítés
```
rpm -Uvh csomagnév.rpm [további csomagnevek]
```

Telepít vagy frissít csomagokat.  Ha a megadott csomag nincs telepítve, akkor telepíti.

#### Frissítés
```
rpm -Fvh csomagnév.rpm [további csomagnevek]
```

Csak frissít csomagokat. Ha a megadott csomag nincs telepítve, akkor kilép.

#### Törlés
```
rpm -e csomagnev.rpm [további csomagnevek]
```

#### Lekérdezés
egy konkrét csomag lekérdezése (telepítve van-e, melyik verzió):
```
rpm -q csomagnév.rpm
```

az összes felrakott csomag lekérdezése:
```
rpm -qa
```

### GPG kulcs installálása
```
rpm-import 
a kulcs URL-je
```

pl. Red Hatnél:
```
rpm-import
[
1
]
```

vagy
```
rpm-import /usr/share/rhn/RPM-GPG-KEY
```

### Csomag aláírásának ellenőrzése
```
rpm-checksig -v csomagnév.rpm
```